# Juan Alberto Rosas
Juan Alberto Rosas est un boxeur mexicain né le 28 novembre 1984 à Tepic.

## Carrière
Champion du Mexique et d'Amérique du Nord NABF des poids mouches en 2005 puis champion du Mexique des super mouches en 2007, il devient champion du monde IBF de la catégorie le 31 juillet 2010 en stoppant au 6e round le sud-africain Simphiwe Nongqayi mais perd sa ceinture dès le combat suivant face à son compatriote Cristian Mijares le 11 décembre 2010. Il est également battu en 2013 par Daniel Rosas et met un terme à sa carrière de boxeur en 2016 sur un bilan de 51 victoires et 10 défaites.